# Kose

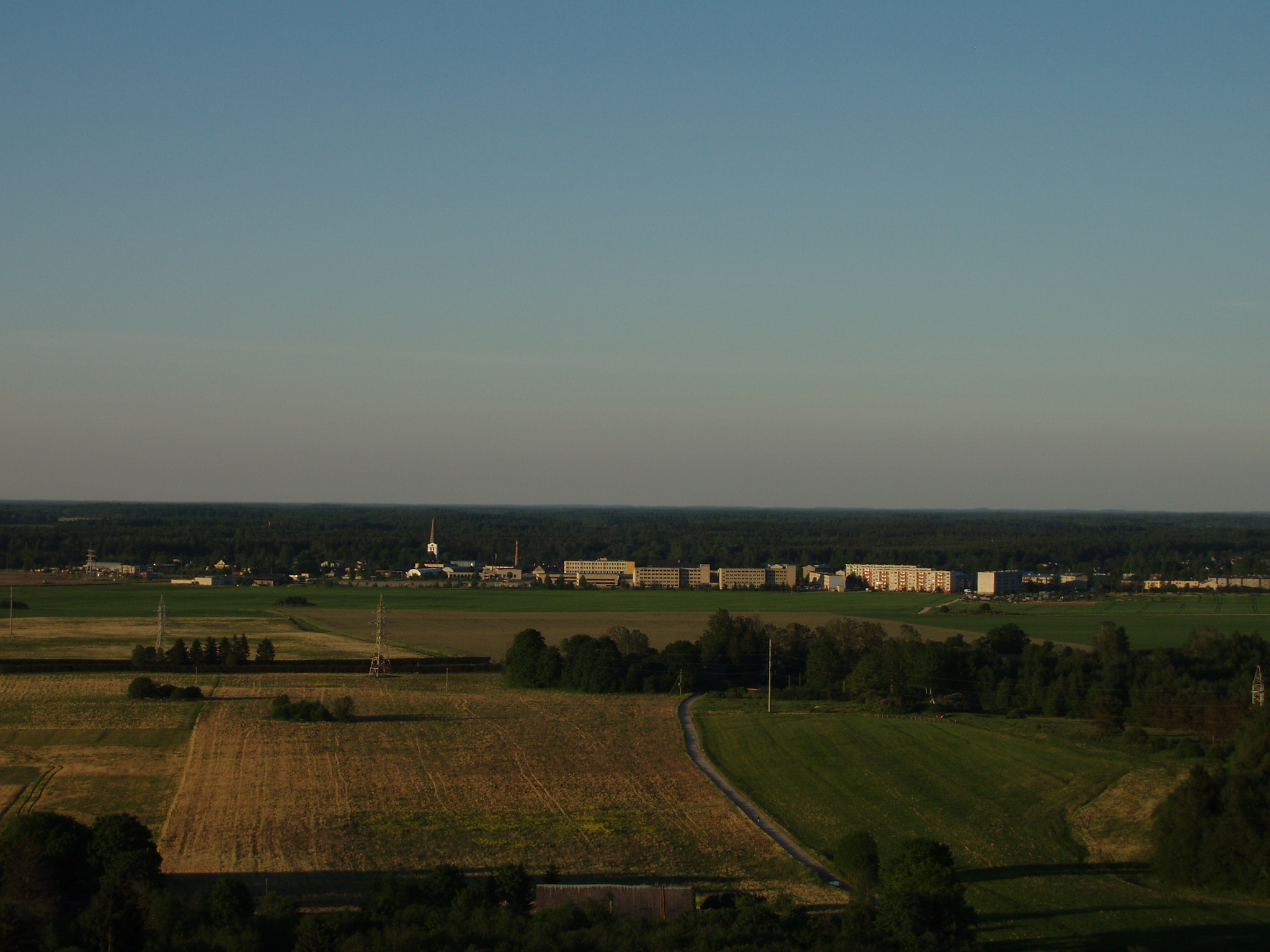
Pohled na městečko Kose od vesnice Karla

Kose (německy Kosch) je městečko v estonském kraji Harjumaa, samosprávně patřící do obce Kose, jejímž je administrativním centrem.

## Jméno
Jako názvy téměř všech estonských sídel, je i jméno Kose tvarem genitivu, v tomto případě genitivu slova „kosk“, tedy „peřej“. Kose se nachází v širokém údolí Pirity, která právě poblíž městečka teče rychleji a tvoří drobné peřeje, na toku řeky jinak vzácné. Podle těchto peřejí byla pravděpodobně pojmenována vznikající osada Kose.

## Dějiny
Kose je v pramenech poprvé zmiňováno v Dánské knize počtů z roku 1241 v podobě Cosius. Podle soupisu zde již v roce 1219 nebo 1220 byla vesnice o devíti poplužích. Pravděpodobně již v této době byl postaven koský kostel, který se tak řadí mezi nejstarší v Harijsku.
Doložena je účast obyvatel koské farnosti na Svatojiřském povstání roku 1343. Trestná výprava křižáků následujícího roku pravděpodobně drasticky snížila počet obyvatel v Kose a v okolí, protože v polovině 15. století, tedy o století později, je Kose zmiňováno opět jen jako devítipoplužní vesnice.
Roku 1346 je v pramenech zmiňován vodní mlýn na Piritě.

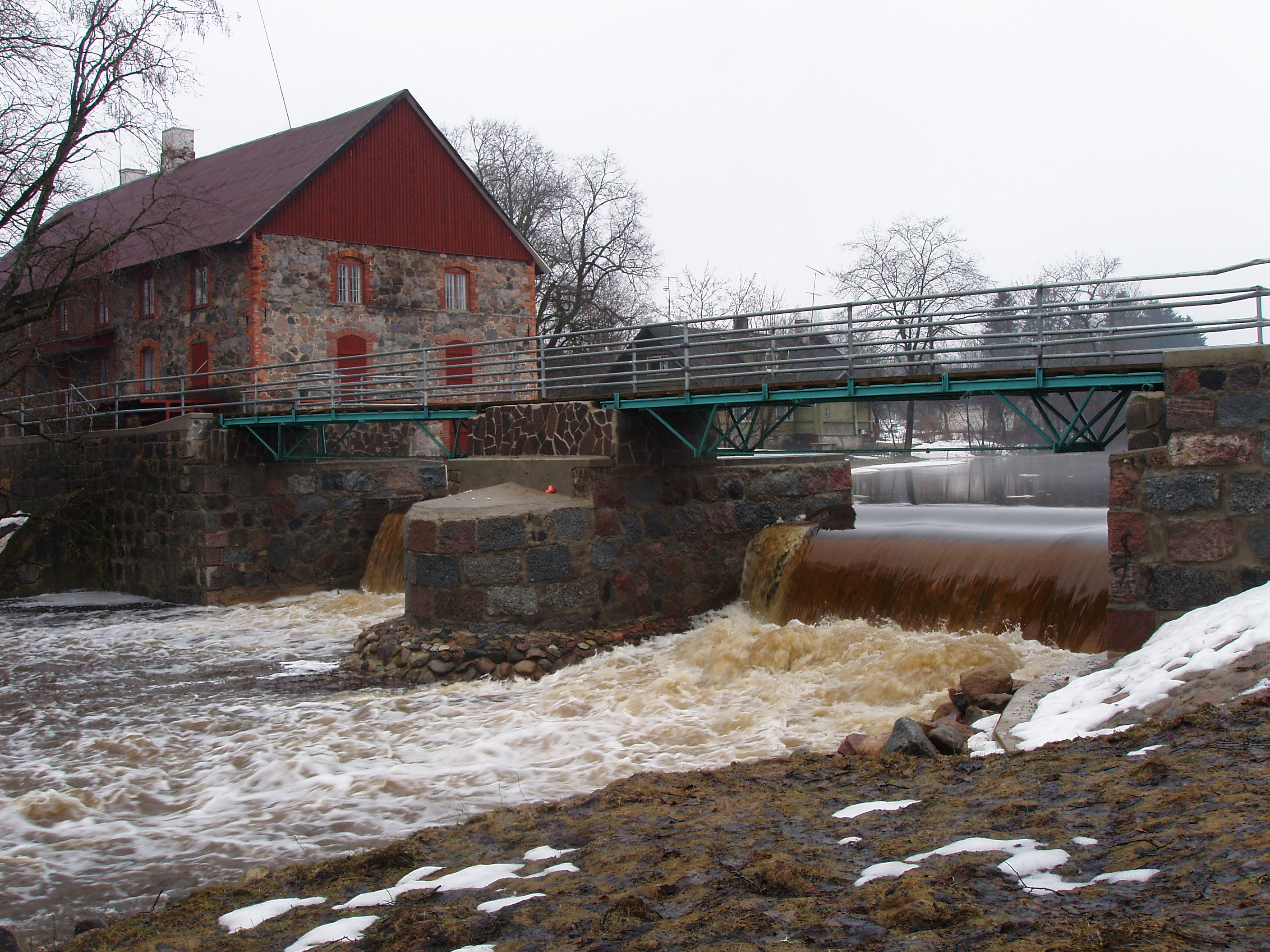
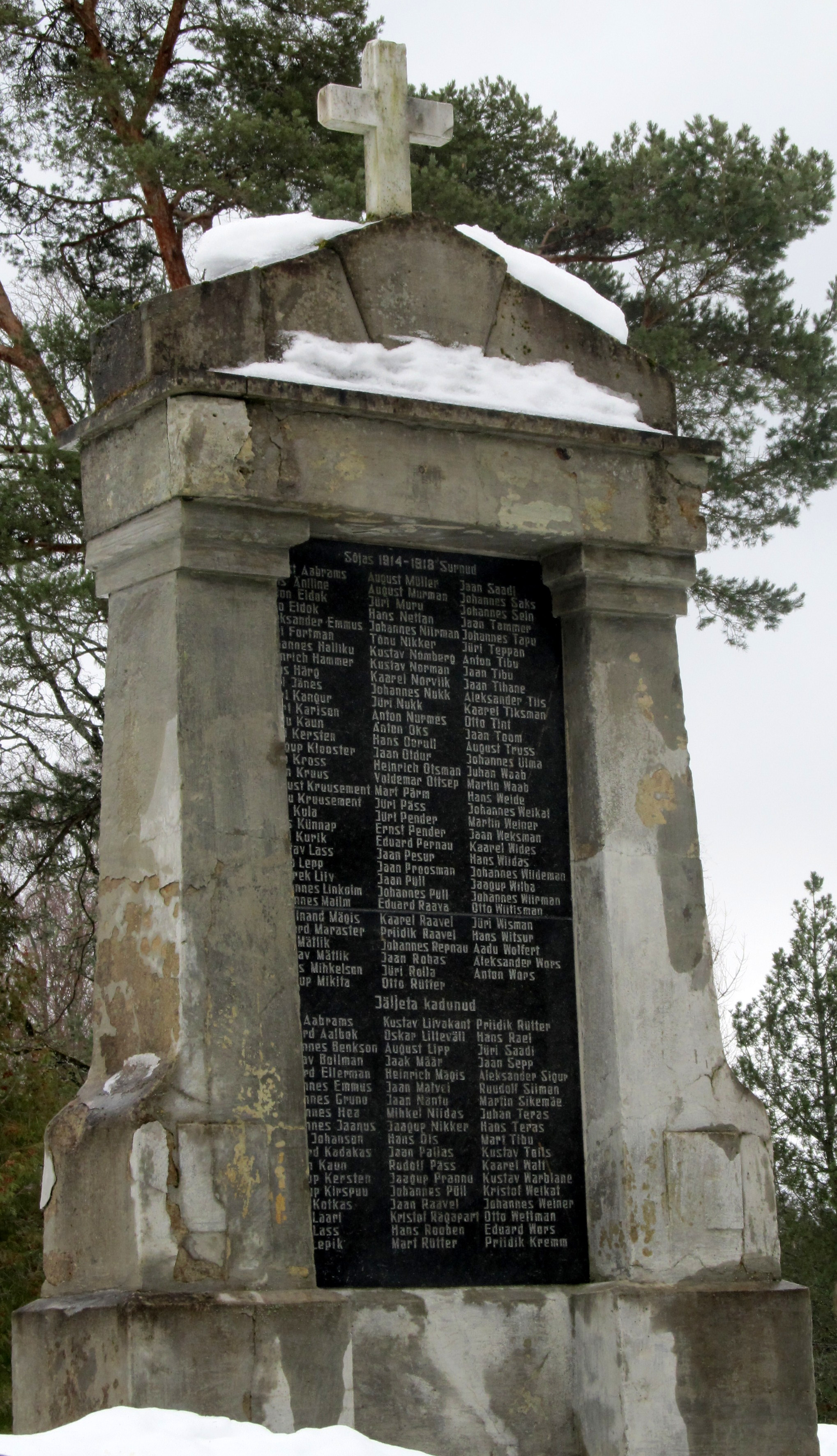
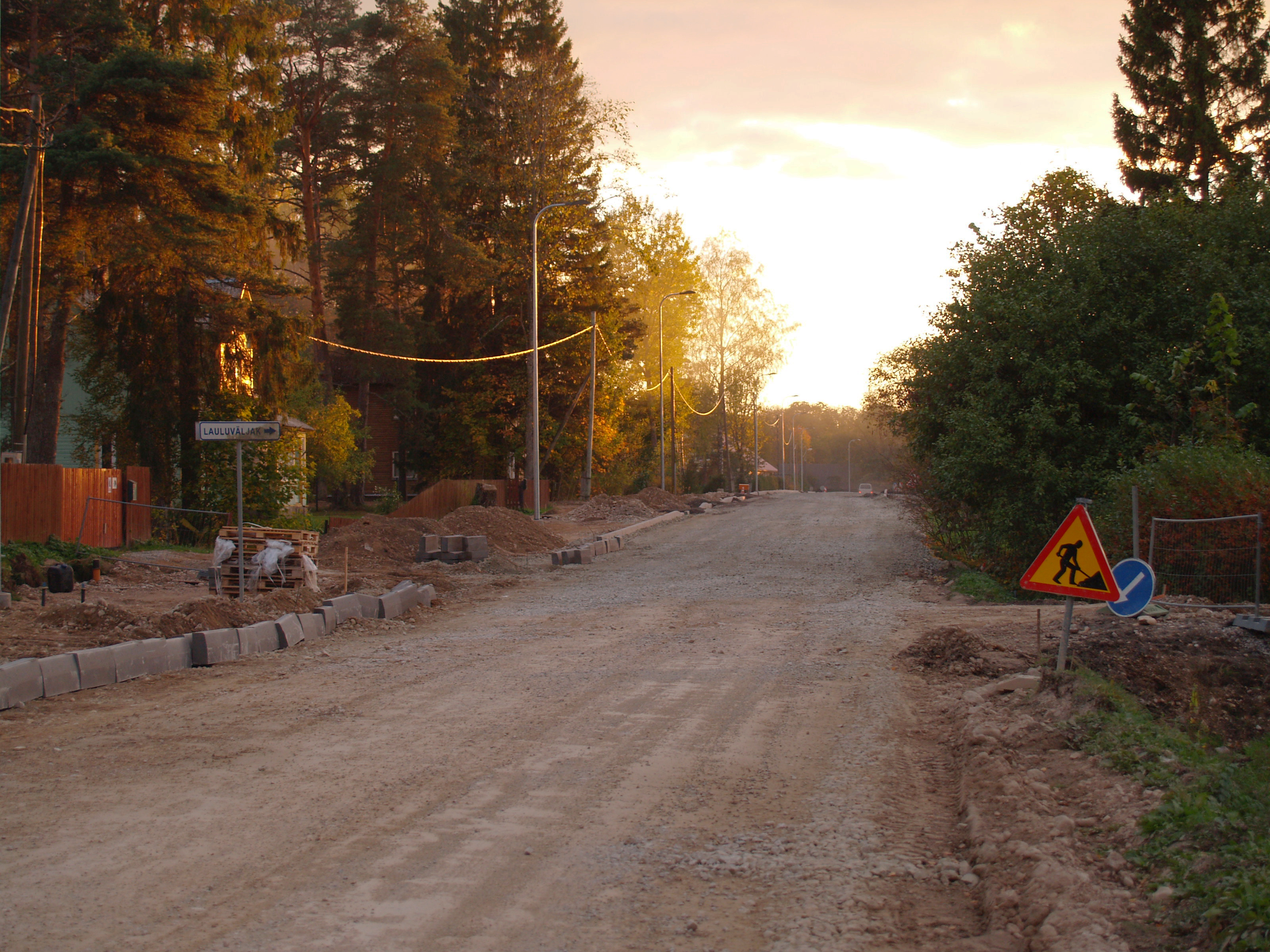
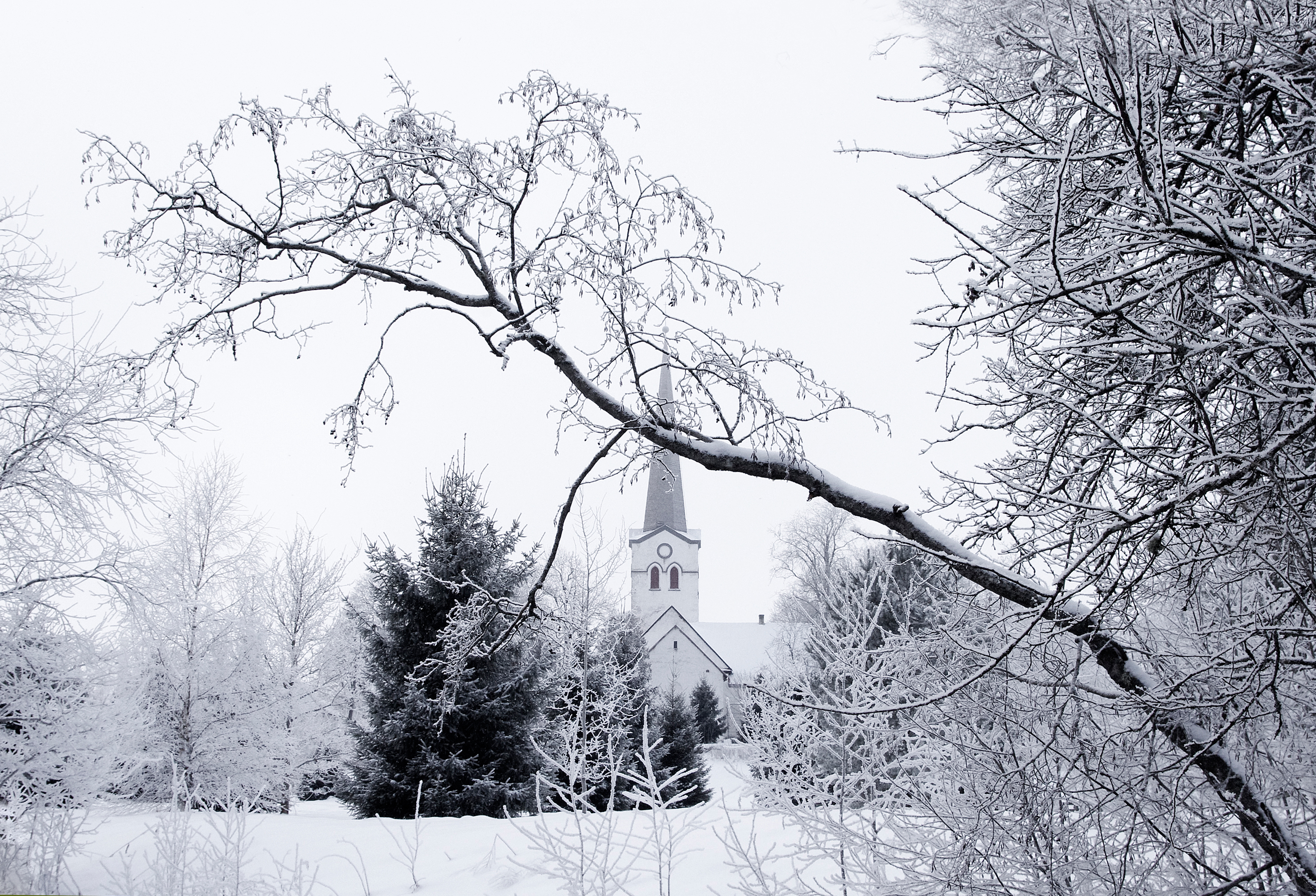

## Externí odkazy

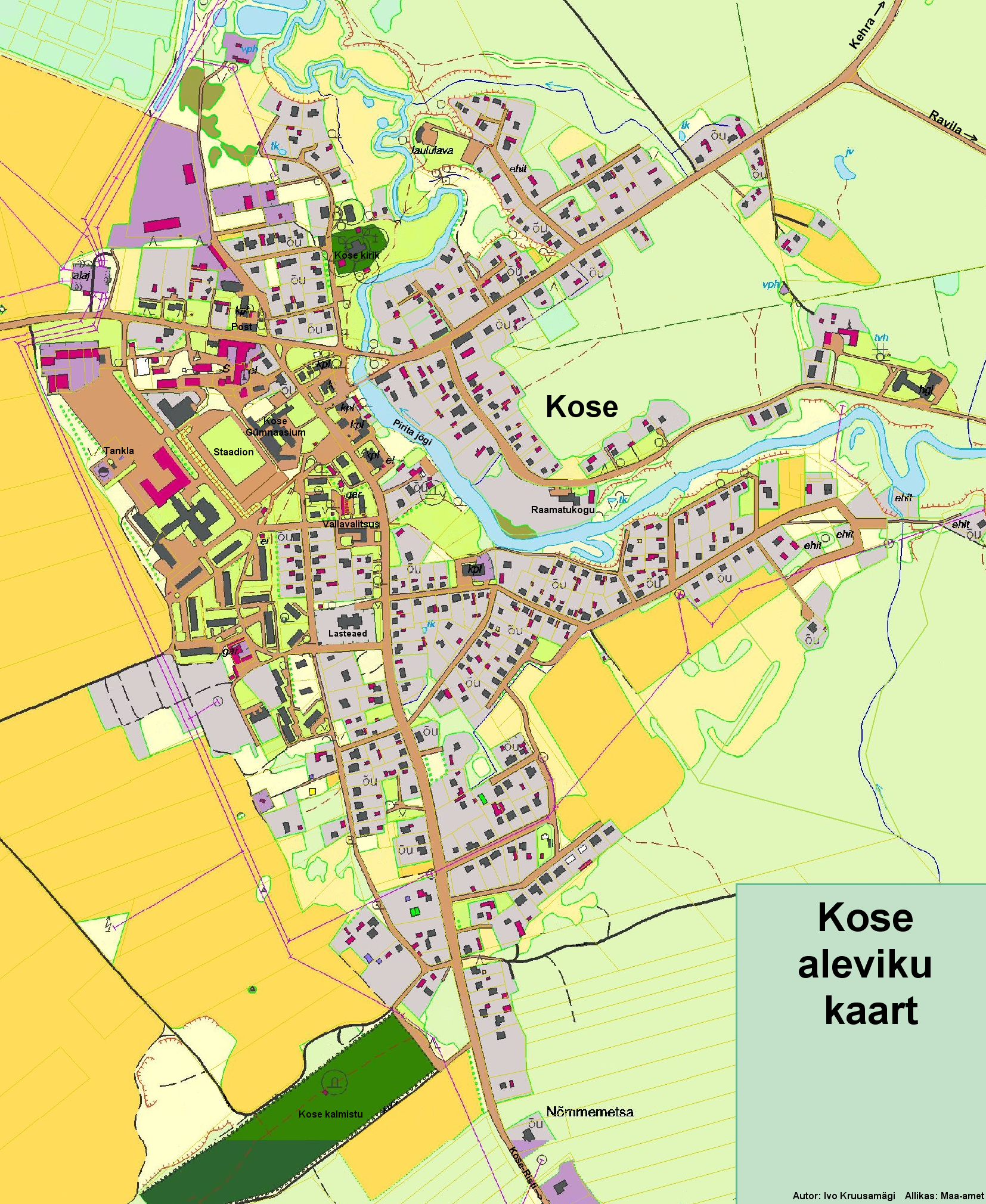
Plán městečka Kose